# TYW1
La proteína tRNA-yW synthesizing protein 1 homolog (TYW1)  está codificada por el gen TYW1 que se encuentra ubicado en el cromosoma 7 (humano), específicamente en la posición 7p25.1. La proteína TYW1 desempeña un papel crucial en la modificación de ARN de transferencia (ARNt), actuando como un catalizador para hacer este proceso más eficiente. La función básica de esta proteína es participar en la biosíntesis de wybutosina, una base modificada compleja que se encuentra en el anticodón de algunos ARNt de fenilalanina (tRNAPhe en inglés). Esta modificación es importante para mantener la fidelidad de la traducción del código genético durante la síntesis de proteínas.

## Estructura de TYW1
La estructura de la proteína TYW1 incluye varios dominios funcionales y cofactores que son esenciales para su actividad, permitiendo que realice modificaciones en el ARN de transferencia (ARNt) de manera precisa y eficiente.
Cúmulos de hierro-azufre (Fe-S)
Los cúmulos de hierro-azufre son esenciales para su actividad catalítica. Estos facilitan el transporte de electrones durante la catálisis, una característica común en proteínas que catalizan reacciones redox. En la TYW1, se encargan de estabilizar los radicales generados en su reacción de modificación del ARNt, siendo un componente clave para su función.
Dominio de unión de flavinas

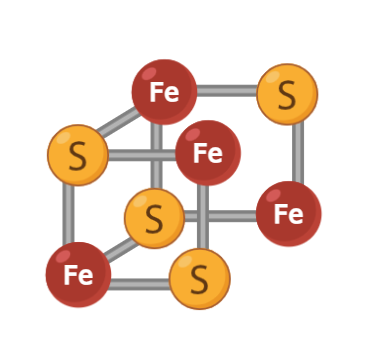
Tetra-μ3-sulfido-tetrairon,[4Fe-4S] cluster o cúmulos de hierro-azufre

En células eucariotas, la TYW1 presenta un dominio para la unión de flavinas, como el mononucleótido de flavina (FMN) o el dinucleótido de flavina y adenina (FAD). Este dominio no existe en los homólogos de TYW1 en arqueas. La presencia de flavinas potencia la actividad redox de la enzima, permitiendo una mayor flexibilidad en la generación de especies radicales. La capacidad de unirse a FMN o FAD facilita la transferencia de electrones en el proceso catalítico, lo que podría ser una adaptación en eucariotas para modular la actividad enzimática según las condiciones celulares.

Dominio SAM radical

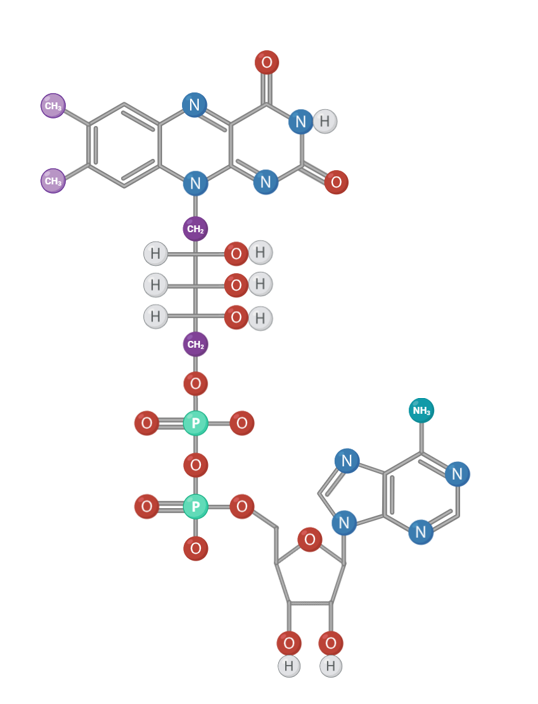
Flavín adenín dinucleótido

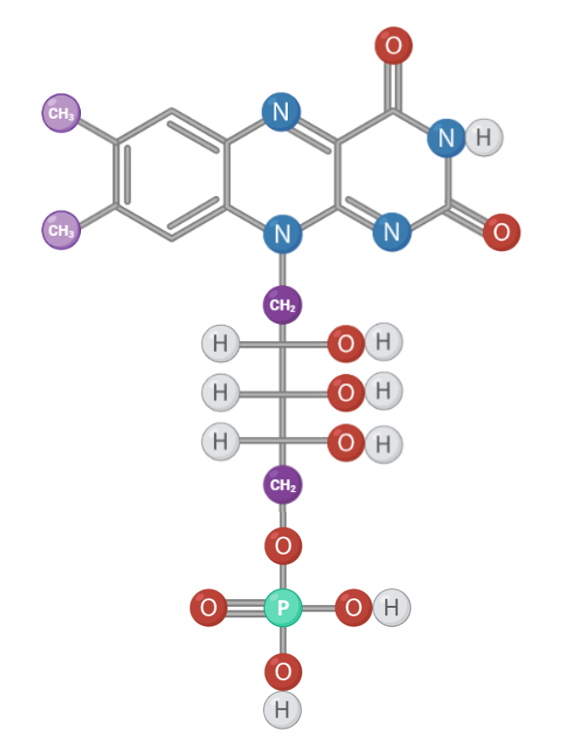
Flavín mononucleótido

El dominio SAM radical es característico de las enzimas de la familia "radical SAM". Estas enzimas utilizan S-adenosil metionina (SAM) para generar especies radicales mediante una reacción redox que involucra la transferencia de electrones. En la TYW1, este dominio permite la generación de un radical que facilita la modificación específica del ARNt. Este paso es crucial para permitir reacciones altamente específicas y con baja probabilidad de errores. 
La combinación de estos dominios le confiere a TYW1 la capacidad de llevar a cabo reacciones químicas complejas, necesarias para su función principal: la modificación precisa del ARNt en eucariotas. Además, la estructura y actividad de la enzima pueden estar reguladas por otros factores genéticos y estructurales en la célula, optimizando su función según las necesidades celulares.

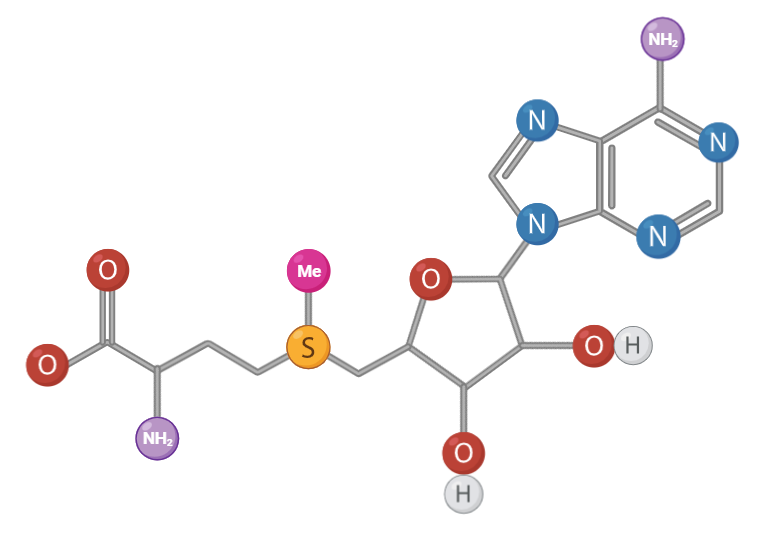
S-adenosil metionina o dominio SAM

## Gen
El gen TYW1 se ubica en el cromosoma 7, en su brazo corto p, concretamente en la banda 25 y la sub-banda 1; utilizando la sintaxis del locus, de manera resumida: 7p25.1.

## Función y expresión de TYW1
La proteína posee actividad de enzima en el grupo de Liasas, carbón-carbón liasas, Oxo-ácido-liasas, está registrada con el Número EC 4.1.3.44. 
La principal acción de la enzima TYW1 es catalizar la conversión de m1G a imG-14 (4-demethyl-wyosine), los cuales son dos componentes intermedios en la biosíntesis de wyosina. 
El proceso catalítico de TYW1 comienza con la reducción del clúster de hierro-azufre (Fe-S), que se encuentra en un estado de oxidación +2 y debe ser reducido al estado +1 para que la enzima pueda activarse. En las versiones eucariotas de TYW1, esta reducción se facilita mediante el dominio flavodoxina_1, que utiliza flavin mononucleótido (FMN) como cofactor. Este dominio permite que la enzima TYW1 se reduzca con nucleótidos de nicotinamida como NADH o NADPH, lo cual es inusual, ya que las enzimas SAM suelen requerir reductores externos fuertes como el ditionito. La estructura del dominio flavodoxina_1 permite que esta reducción ocurra de forma eficiente, lo cual activa el clúster Fe-S para el siguiente paso en el ciclo catalítico.
Una vez activado el clúster de Fe-S, este puede interactuar con la molécula de S-adenosil-L-metionina (SAM) y producir un radical de 5’-desoxiadenosil (dAdo) mediante la ruptura reductiva de SAM. Este radical altamente reactivo es fundamental para iniciar la reacción, ya que extrae un átomo de hidrógeno del grupo metilo en la N-metilguanosina (m1G) presente en el ARN de transferencia de fenilalanina (ARNt-Phe). El siguiente paso en el proceso catalítico es una condensación entre el piruvato y el m1G activado, que luego sufre un cierre de anillo tricílico. Este cierre conlleva la formación de la 4-desmetilwyosina (imG-14), una base tricílica estable. Los estudios bioquímicos han confirmado que los átomos de carbono C2 y C3 del piruvato se integran en la estructura de imG-14, y que el carbono C1 del piruvato se pierde en el proceso, aunque su destino exacto no está completamente definido. Esta reacción permite que el ARNt-Phe adquiera la modificación tricílica que lo caracteriza.
Para facilitar esta compleja transformación, el clúster auxiliar de Fe-S se une al piruvato mediante un enlace tipo base de Schiff con un residuo de lisina, lo cual estabiliza la molécula para su incorporación en el anillo de wybutosina. El clúster auxiliar, por lo tanto, asiste en la formación del anillo y la eliminación del carbono C1 del piruvato. Esto permite una precisión y control adicionales en la modificación del ARNt.
Finalmente, el proceso finaliza con la liberación de imG-14, el producto modificado que otorga al ARN de transferencia de fenilalanina (ARNt-Phe) una mayor estabilidad y funcionalidad. Esto contribuye a la correcta alineación del anticodón del ARNt con los codones del ARNm, mejorando así la precisión de la traducción y reduciendo el riesgo de errores en la lectura del código genético.

## Estudios previos relacionados con elgen TYW1

### Descubrimiento delgen TYW1
En el año 2006 los investigadores Noma y Suzuki encontraron cuatro nuevos genes responsables de la síntesis de la wybutosina (yW), YPL207w, YMYPL207w, YML005w, YOL141w y YGL050w a los que llamaron TYW1, TYW2, TYW3, TYW4, respectivamente. Para poder identificarlos utilizaron un sistema de obtención de genética inversa combinado con la espectrometría de masas.

### Métodos de obtención y purificación del genTYW1
La RNA transferasa es fácilmente modificada por la actividad enzimática. Concretamente, el radical S-adenosyl-l-methionina de la parte enzimática del TWY1 modifica el tRNAPhe formado un anillo tricíclico gracias a la condensación de dos carbonos y 3 piruvatos, es por este motivo que los estudios del gen TYW1 necesitan que se realice un proceso previo al estudio. 
Para el estudio del gen TYW1 se han utilizado diversos métodos de purificación debido a la alta sensibilidad de oxígeno de las enzimas RS que favorecen la mezcla de enzimas recombinantes. Estos estudios in vitro han utilizado organismos termófilos que permiten el paso del calor desnaturalizando proteínas del huésped en cuestión. Finalmente las interacciones hidrofóbicas y la cromatografía de afinidad permiten la obtención de TYW1 puro.

## Importancia clínica
El gen TYW1 desempeña un papel importante en varios procesos biológicos importantes y tiene relevancia clínica en determinadas afecciones médicas. 

### Trastornos neurológicos
El gen TYW1 tiene un papel fundamental en el desarrollo neuronal y su disfunción se ha relacionado con afecciones neurológicas como la parálisis cerebral con discapacidad intelectual grave. 
TYW1 facilita modificaciones críticas en ARNt-Phe, lo que permite la correcta traducción de secuencias de codones UUU necesarias para la síntesis de proteínas ricas en fenilalanina. Estas proteínas son vitales para la proliferación de células neuronales y el desarrollo temprano del cerebro. Las mutaciones que causan una pérdida de función en TYW1 interrumpen este proceso, lo que resulta en una diminución de la proliferación neuronal y alteraciones significativas en la diferenciación neuronal. Los estudios realizados sobre modelos animales y células madre embrionarias humanas con el gen en cuestión desactivado han mostrado estructuras neuronales anormales, incluida una densidad y complejidad reducidas de la columna dendrítica, que son esenciales para una conectividad neuronal adecuada.
Además, la deficiencia de TYW1 conduce a la reactivación del retrovirus K endógeno humano (HERVK), que normalmente se suprime durante el desarrollo neurológico saludable. Los niveles elevados de HERVK en células con deficiencias de TYW1 se correlacionan con un aumento en el receptor neurotrófico NTRK3, que se sabe que perjudica aún más la diferenciación neuronal. Esta reactivación de HERVK resulta, en parte, de la expresión reducida de SAMARCAD1, una proteína rica en codones UUU responsable de reprimir HERVK. La sobreexposición de SAMARCAD1 puede restaurar parcialmente los marcadores de diferenciación neuronal en células con deficiencia de TYW1.
Las variantes de TYW1, como R206C y R389Q, se asociaron directamente con casos de parálisis cerebral, lo que sugiere que estas mutaciones disminuyen la estabilidad de las proteínas y dificultan aún más el desarrollo normal del cerebro.
La monoplejía espástica es uno de los tipos de parálisis cerebral con la que se relaciona el gen TYW1. Esta enfermedad causa debilidad espástica encontrada solo en una extremidad superior o inferior. 

### Trastornos genéticos
El síndrome de Shwachman-Diamond (SDS) es un trastorno genético con varios defectos celulares, incluidos problemas con la función de los ribosomas, la estabilidad del ARNt y el movimiento celular. El SDS suele ser el resultado de mutaciones en el gen SBDS, que provocan síntomas como insuficiencia de la médula ósea, deficiencias inmunitarias y problemas pancreáticos. Las investigaciones sugieren que TYW1 tiene un papel importante en esta enfermedad.
Una parte clave de esta conexión es que los genes SBDS y TYW1 están ubicados cerca uno del otro en el genoma de muchos vertebrados, lo que sugiere una relación funcional. TYW1 es responsable de producir wybutosina, una modificación única del ARNt de fenilalanina (ARNt-Phe) que estabiliza las interacciones del ARNt durante la síntesis de proteínas. Esta estabilidad es esencial para garantizar la precisión en la lectura del código genético durante la traducción. 
Las deficiencias de wybutosina, debido a problemas con TYW1, pueden provocar ARNt modificados incorrectamente, lo que puede interferir con la síntesis precisa de proteínas. La falta de estabilidad en la traducción puede ser especialmente problemática para las células que requieren una producción precisa de proteínas, como la médula ósea y las células inmunes, lo que podría explicar parte de la disfunción celular observada en el SDS. Sin la modificación adecuada de wybutosina, el ARNt podría ser más propenso a errores de traducción, lo que afectaría la función de los ribosomas y la salud celular.

## Aplicaciones en investigación
Las investigaciones sobre el gen TYW1 destacan varias aplicaciones prometedoras, particularmente en áreas relacionadas con la precisión de la síntesis de proteínas, la regulación del hierro y la función enzimática. 
El gen TYW1 codifica una enzima que participa en la biosíntesis de wybutosina, una base modificada que se encuentra en el ARNt de fenilalanina (ARNt-Phe). La wybutosina estabiliza la interacción codón-anticodón durante la síntesis de proteínas, evitando errores de cambio de marco. Comprender TYW1 y su papel en la síntesis de wybutosina podría ayudar a diseñar intervenciones que mejoren la fidelidad de la traducción, lo que puede ser especialmente valioso en áreas de investigación y enfermedades donde la síntesis precisa de proteínas es esencial.
Además, se ha demostrado que la manipulación de la expresión de TYW1 influye en la activación del regulón del hierro, un conjunto de genes implicados en el transporte y almacenamiento del hierro. La sobreexpresión de TYW1 puede aumentar la sensibilidad a ciertos metales, como el cobre, y mejorar la resistencia a otros, como el cobalto. Este patrón de sensibilidad a los metales podría hacer que TYW1 sea útil en configuraciones experimentales para estudiar la toxicidad de los metales, los mecanismos de almacenamiento de hierro y las vías de transporte de metales.